# 营江街道
营江街道，原名营江乡，是中华人民共和国湖南省永州市道县下辖的一个乡镇级行政单位。2015年11月16日，撤销新车镇建制。将原新车镇的上汶、下汶、新屋、蒋家洞、麻元里、午田、寺下、石坝头、坝背等9个建制村成建制划归营江街道。

## 行政区划
营江乡下辖以下地区：
小洞村、白地头村、双桥村、曾家村、芒头寨村、上源头村、岗下村、阳家村、唐家村、正岗头村、社头村、车边村、阳乐田村和胜利村。